# Fujiwara no Korechika
Fujiwara no Korechika est un nom japonais traditionnel ; le nom de famille (ou le nom d'école), Fujiwara, précède donc le prénom (ou le nom d'artiste).
Fujiwara no Korechika (藤原 伊周), 974 – 14 février 1010, deuxième fils de Michitaka, est un kugyō (noble japonais) de l'époque de Heian. Sa mère est Takashina no Takako, aussi connue sous le nom Kō-no-Naishi (高内侍). Sa sœur Teishi (Sadako) est mariée à l'empereur Ichijō et Korechika aspire à être le régent sesshō de son jeune beau-frère à la mort du père de celui-ci. Les ambitions, finalement vaines, de Korechika se heurtent à son puissant oncle Fujiwara no Michinaga et la lutte pour le pouvoir qui en résulte dure jusqu'à la mort inattendue de l'impératrice Teishi. Cette situation laisse l'impératrice Shōshi, fille de Michinaga, seule impératrice d'Ichijō, ce qui solidifie le pouvoir de Michinaga.
Au cours de l'ère Chōtoku 2 (長徳２年) (996), Korechika et son jeune frère Takaie sont exilés à Dazaifu. Korechika est accusé d'avoir tiré une flèche sur l'empereur retiré Kazan et d'avoir célébré une cérémonie Shingon ésotérique appelée Taigen no Hō (大元帥法) réservée au seul empereur. Il est pardonné un an plus tard et devient par la suite Jun-Daijin (ministre associé (准大臣).
Korechika est parfois appelé Gidō-sanshi (儀同三司) ou Sochi no Naidaijin (帥内大臣).

## Carrière
- Shōryaku 2 (991) : nommé sangi (参議?)
- Shōryaku 3 (992) : nommé Gon-no-chūnagon (権中納言?)
- Shōryaku 3 (992) : nommé Gon-no-dainagon (権大納言)
- Shōryaku 5, le 28e jour du 8e mois (994) : nommé naidaijin (内大臣?)
- Chōtoku 2, le 24e jour du 4e mois (996) : exilé à Dazaifu.
- Chōtoku 3, le 5e jour du 4e mois (997) : pardonné et autorisé à revenir à Heian-kyō
- Kankō 5, le 16e jour du 1er mois (1008) : nommé jun-daijin (准大臣)
- Kankō 7, le 28e jour du 1er mois (14 février 1010) : meurt à l'âge de 37 ans.

## Mariages et enfants
Il est marié à une fille de Gon-no- dainagon Minamoto no Shigemitsu (源重光の娘).
Ils ont trois enfants.
- Fujiwara no Michimasa (道雅) (Ara-sammi, 荒三位) (992-1054) - Sakyo-no-Daibu (左京大夫)
- une fille, mariée à Fujiwara no Yorimune (fils de Fujiwara no Michinaga)
- Chikako (周子), dame de compagnie de l'impértrice Shōshi, consort de l'empereur Ichijō et mariée à Fujiwara no Yoshiyori

## Source de la traduction
- (en) Cet article est partiellement ou en totalité issu de l’article de Wikipédia en anglais intitulé « Fujiwara no Korechika » (voir la liste des auteurs).